# Pulney
Pulney ist eine französische Gemeinde mit 55 Einwohnern (Stand 1. Januar 2022) im Département Meurthe-et-Moselle in der Region Grand Est (bis 2015 Lothringen). Sie gehört zum Arrondissement Toul und zum Kanton Meine au Saintois.

## Geografie
Pulney liegt etwa 33 Kilometer südöstlich von Toul und etwa 35 Kilometer südwestlich von Nancy. Die Nachbargemeinden von Pulney sind Dommarie-Eulmont im Norden, They-sous-Vaudemont im Nordosten, Gugney im Osten, Fraisnes-en-Saintois im Südosten, Courcelles im Süden, Grimonviller im Westen sowie Fécocourt im Nordwesten. Mehrere Waldgebiete bedecken Teile im Süden und Osten der Gemeinde. Der Fluss Brénon durchquert das Gemeindegebiet in nördlicher Richtung.

## Geschichte
Der Name der heutigen Gemeinde wurde 1332 erstmals in den Formen Purnez und Purnelz in einem Dokument erwähnt. Im Mittelalter gehörte die Gemeinde zum Gebiet des Herzogtums Lothringen. Genauer zum Amt (Bailliage) Vézelise. Mit dieser Herrschaft fiel Pulney 1766 an Frankreich. Bis zur Französischen Revolution lag die Gemeinde im Grand-gouvernement de Lorraine-et-Barrois. Von 1793 bis 1801 war die Gemeinde dem Distrikt Vézelise zugeteilt und Teil des Kantons Vandeléville, danach von 1801 bis 2015 Teil des Kantons Colombey-les-Belles. Mit Ausnahme der Jahre 1926 bis 1943, als sie zum Arrondissement Nancy gehörte, ist Pulney seit 1801 dem Arrondissement Toul zugeordnet. Die Gemeinde lag bis 1871 im alten Département Meurt(h)e. Seither bildet sie einen Teil des Départements Meurthe-et-Moselle.

## Bevölkerungsentwicklung
| Jahr                       | 1962 | 1968 | 1975 | 1982 | 1990 | 1999 | 2006 | 2019 |
| Einwohner                  | 106  | 81   | 70   | 59   | 59   | 49   | 63   | 56   |
| Quellen: Cassini und INSEE |      |      |      |      |      |      |      |      |

## Sehenswürdigkeiten
- Église de la Nativité-de-la-Vierge (Kirche Mariä Geburt) aus dem 18. Jahrhundert
- Chapelle Notre-Dame-de-Bonne-Espérance (Kapelle Unserer Lieben Frau der Guten Hoffnung) aus dem 19. Jahrhundert
- Denkmal für die Gefallenen[1]
- ehemaliges Lavoir (Waschhaus)
- ein Wegkreuz an der D128 südlich des Dorfs

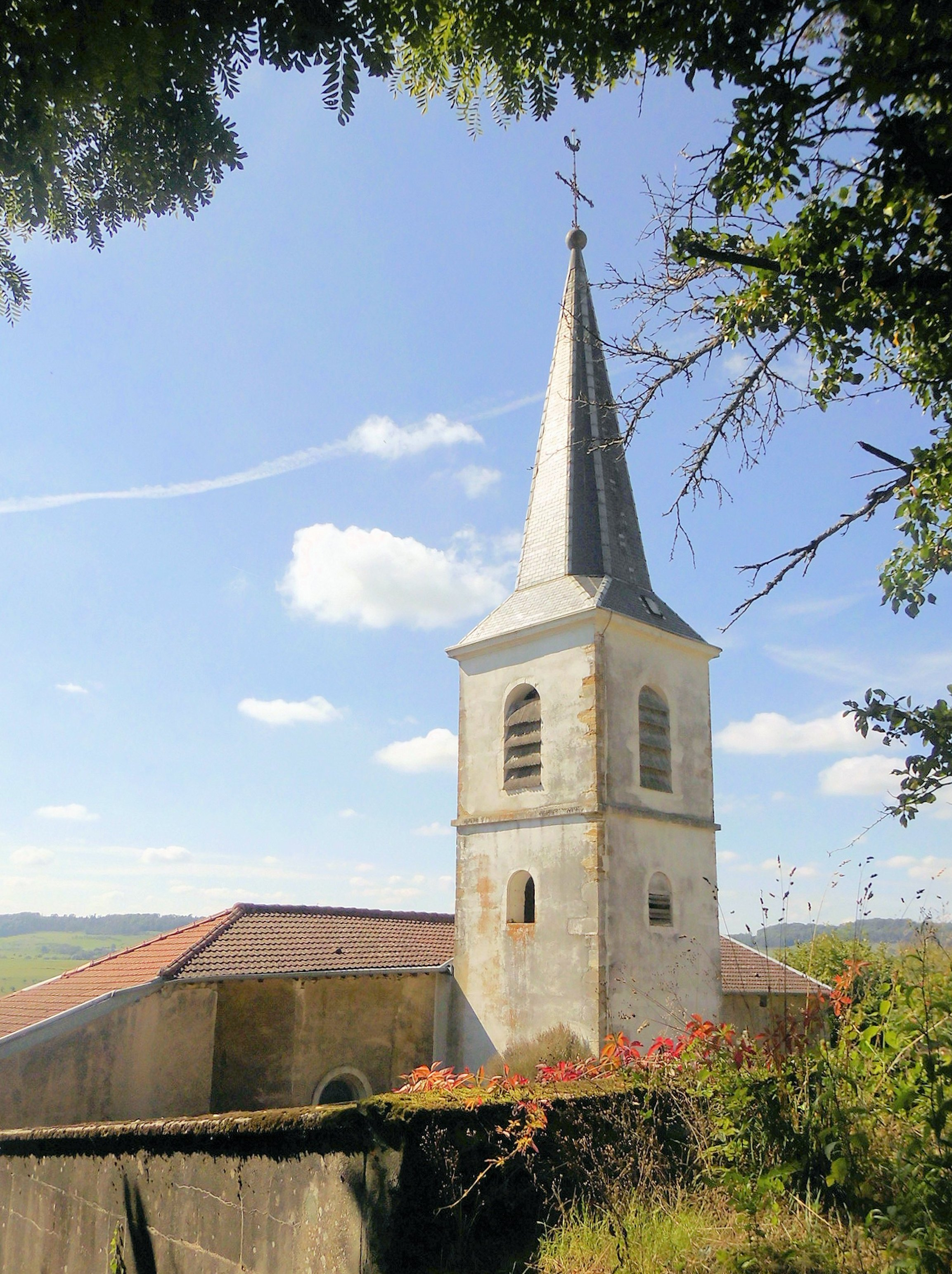
Kirche Mariä Geburt
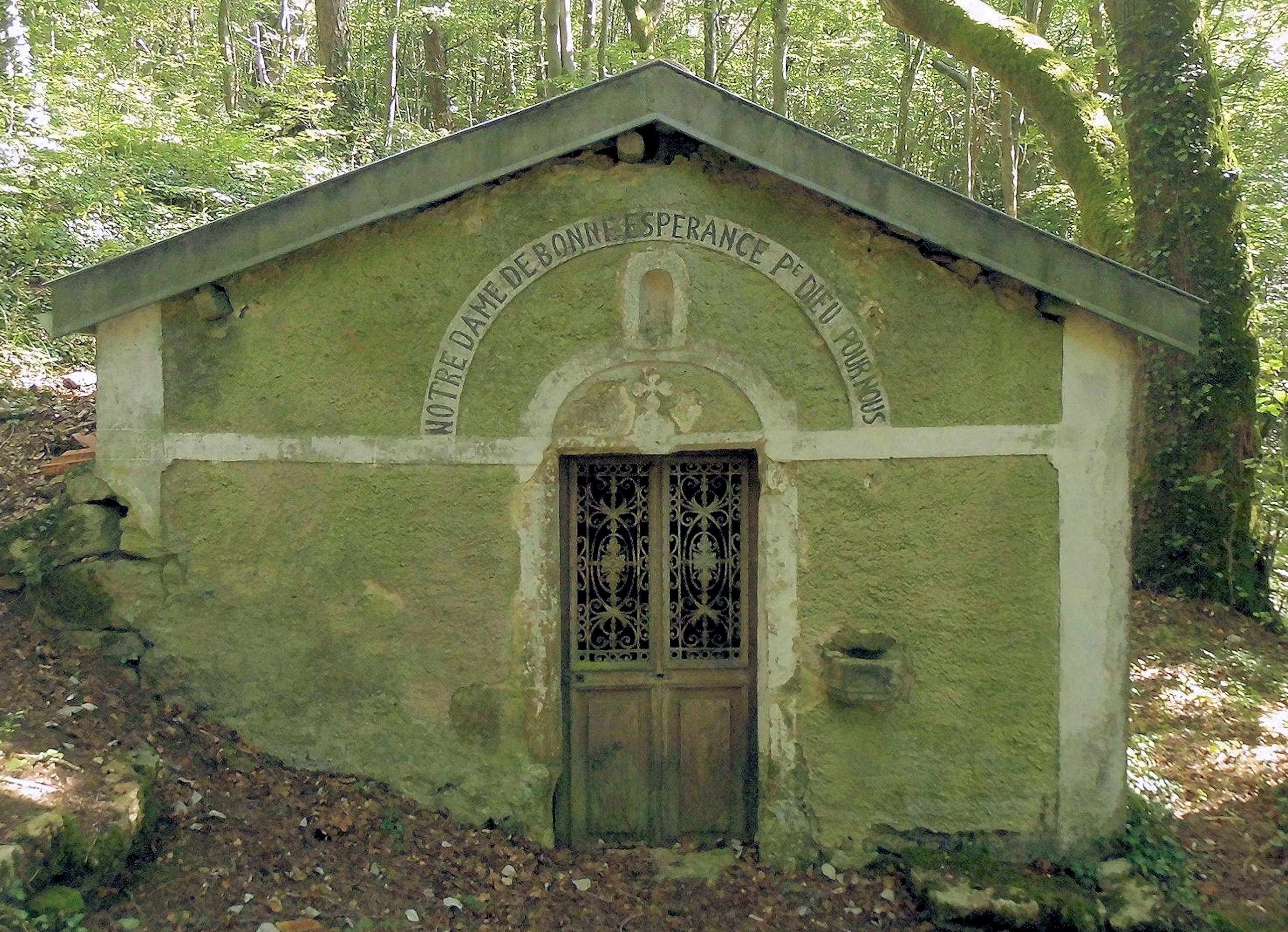
Kapelle Unserer Lieben Frau der Guten Hoffnung
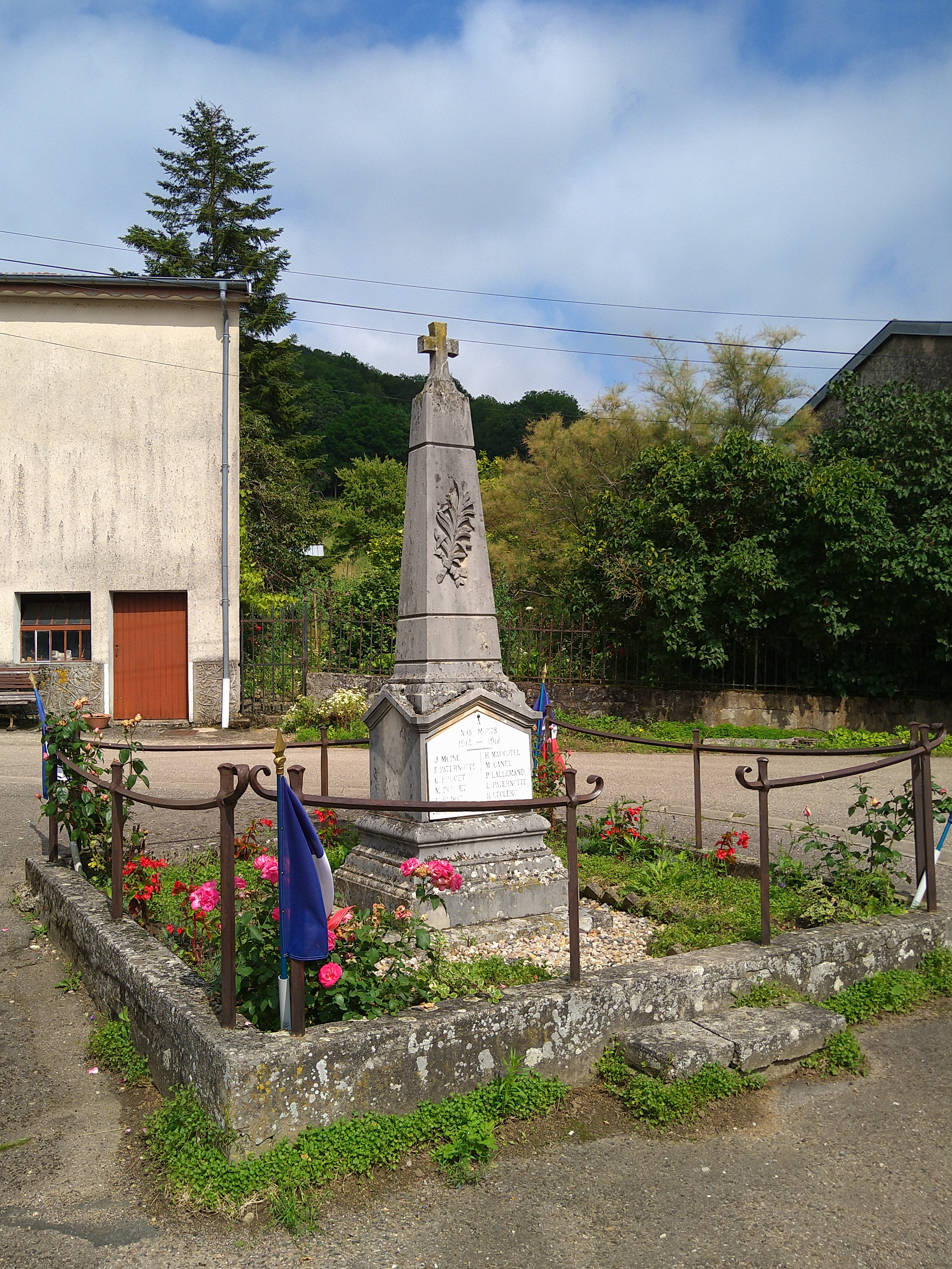
Gefallenendenkmal
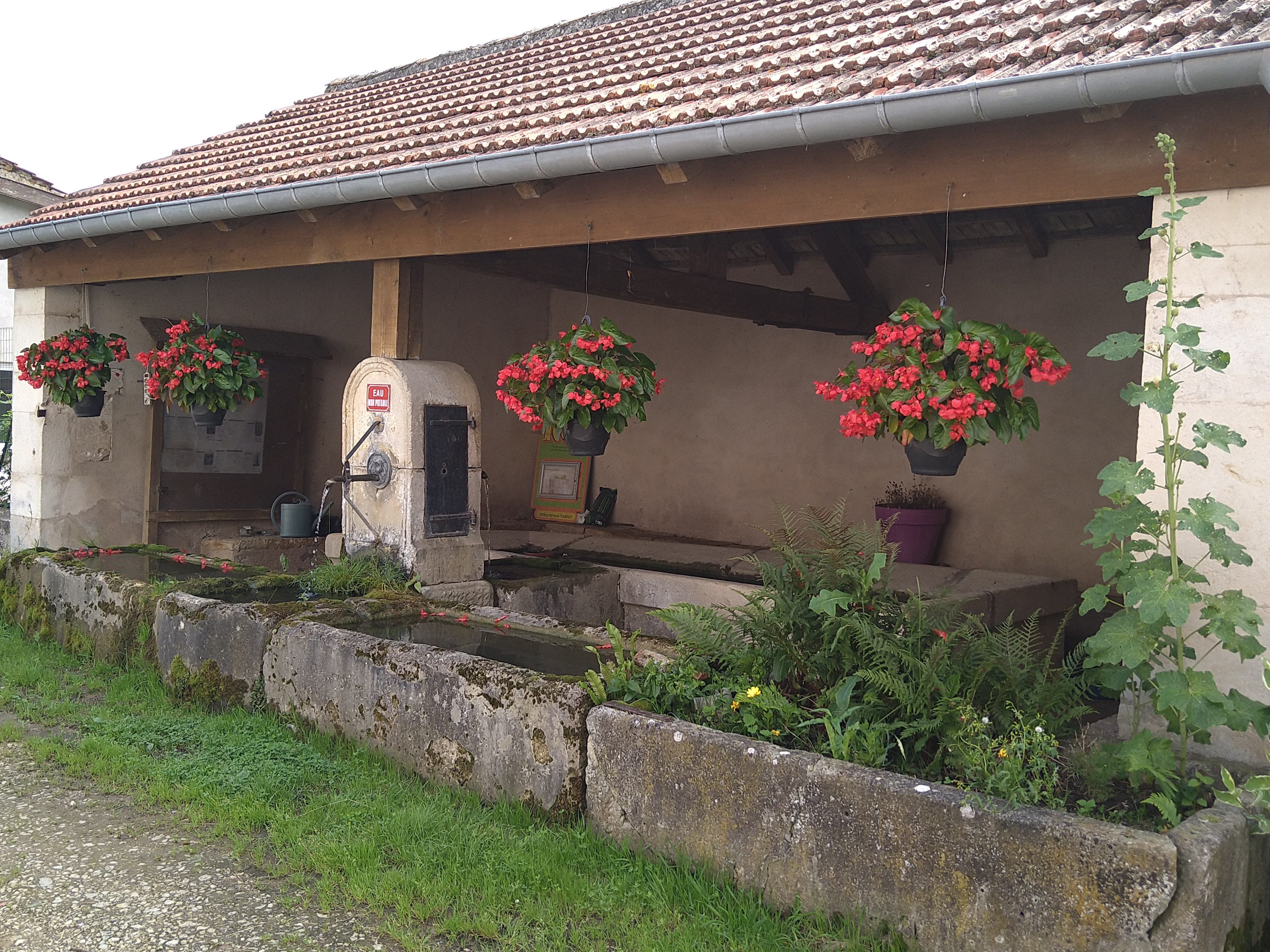
Ehemaliges Waschhaus